# Alquería de Falcó
La alquería de Falcó es una alquería situada en el barrio de Torrefiel, en el municipio de Valencia (España). Se encuentra en el camino de Moncada, muy cerca de la alquería del Pi. Es un ejemplo del barroco en la arquitectura rural valenciana.

## Características
La alquería cuenta con dos viviendas, la casa señorial y la del administrador de la finca, así como, otros cuerpos como corrales y patios.
Esta alquería se presenta como un volumen potente y de grandes masas, donde destaca la manera de construir los distintos cuerpos, la estabilidad formal de su cubierta, la torreta y la puerta de acceso, además de otros elementos que enfatizan su forma como esferas y pináculos a la manera herreriana.
En el año 2017 el estado de abandono de la alquería era lamentable, pasando a manos del consistorio valenciano, tras permanecer muchos años desocupada y siendo objetivo de incendios, okupas, así como problemas con el estado de los muros y otros elementos constructivos.